# Matheus Davó
Matheus Alvarenga de Oliveira, meglio noto come Matheus Davó (San Paolo, 16 agosto 1999), è un calciatore brasiliano, attaccante del Remo.

## Caratteristiche tecniche
Attaccante molto duttile, mobile e versatile, rapido e con un ottimo senso del gol, per le sue caratteristiche è stato paragonato a Gabriel Jesus.

## Carriera
Cresciuto nei settori giovanili di Portuguesa e Guarani, il 17 gennaio 2019 firma il primo contratto professionistico con il club di Campinas, di durata triennale. Dopo aver trascorso una stagione con la prima squadra del Bugre, il 12 gennaio 2020 viene acquistato dal Corinthians, con cui si lega fino al 2023. Esordisce in Série A con il Timão il 31 ottobre seguente, nella partita vinta per 1-0 contro l'Internacional, in cui ha segnato la rete decisiva. Il 7 aprile 2021, dopo una vicenda giudiziaria che ne aveva bloccato il trasferimento, fa ritorno in prestito al Guarani; l'11 agosto passa, sempre a titolo temporaneo, al Philadelphia Union. Rientrato al Corinthians, il 21 gennaio 2022 viene ceduto al São Bernardo, con cui disputa il Campionato Paulista; il 7 aprile si trasferisce in prestito al Bahia.

## Statistiche

### Presenze e reti nei club
Statistiche aggiornate al 1º dicembre 2022.
| Stagione        | Squadra            | Campionato      | Campionato | Campionato | Coppe nazionali | Coppe nazionali | Coppe nazionali | Coppe continentali | Coppe continentali | Coppe continentali | Altre coppe | Altre coppe | Altre coppe | Totale | Totale |
| Stagione        | Squadra            | Comp            | Pres       | Reti       | Comp            | Pres            | Reti            | Comp               | Pres               | Reti               | Comp        | Pres        | Reti        | Pres   | Reti   |
| --------------- | ------------------ | --------------- | ---------- | ---------- | --------------- | --------------- | --------------- | ------------------ | ------------------ | ------------------ | ----------- | ----------- | ----------- | ------ | ------ |
| 2019            | Guarani            | B+A1/SP         | 30+0       | 3          | CB              | 0               | 0               | -                  | -                  | -                  | -           | -           | -           | 30     | 3      |
| 2020            | Corinthians        | A+A1/SP         | 4+2        | 2+0        | CB              | 1               | 0               | CL                 | 0                  | 0                  | -           | -           | -           | 5      | 2      |
| apr.-lug. 2021  | Guarani            | B+A1/SP         | 14+8       | 2+1        | -               | -               | -               | -                  | -                  | -                  | -           | -           | -           | 22     | 3      |
| Totale Guarani  | Totale Guarani     | Totale Guarani  | 52         | 6          |                 | 0               | 0               |                    | -                  | -                  |             | -           | -           | 52     | 6      |
| lug.-dic. 2021  | Philadelphia Union | MLS             | 1          | 0          | -               | -               | -               | CCL                | 0                  | 0                  | -           | -           | -           | 1      | 0      |
| gen.-apr. 2022  | São Bernardo       | A1/SP           | 12         | 2          | -               | -               | -               | -                  | -                  | -                  | -           | -           | -           | 12     | 2      |
| apr.-dic. 2022  | Bahia              | B               | 36         | 9          | CB              | 4               | 1               | -                  | -                  | -                  | -           | -           | -           | 40     | 10     |
| 2023            | Cruzeiro           | M1/MG+B         | 4+0        | 0          | CB              | 0               | 0               | -                  | -                  | -                  | -           | -           | -           | 4      | 0      |
| Totale carriera | Totale carriera    | Totale carriera | 111        | 19         |                 | 5               | 1               |                    | 0                  | 0                  |             | -           | -           | 116    | 20     |

## Palmarès

### Club

#### Competizioni nazionali
- Coppa di Cipro: 1

Pafos FC: 2023-2024